# Panariello sotto l'albero
Giorgio Panariello sotto l'albero è stato un varietà televisivo italiano andato in onda il 22 e 23 dicembre 2015 e il 21 e 22 dicembre 2017 in prima serata su Rai 1 con la conduzione di Giorgio Panariello e la partecipazione di Tosca D'Aquino nella prima edizione e di Diana Del Bufalo nella seconda.
Il 25 dicembre 2016 viene proposto in prima serata su Rai 1 il meglio della prima edizione intitolato Giorgio Panariello sotto l'albero - Rewind, mentre le due serate della seconda edizione vengono replicate nella fascia preserale di Rai 1 il 25 e 26 dicembre 2017.

## Il programma
A distanza di tre anni dal suo ultimo spettacolo televisivo (Giorgio Panariello non esiste, andato in onda nel 2012 su Canale 5), e di nove dal 56º Festival di Sanremo da lui presentato, Giorgio Panariello torna in Rai con un imponente show suddiviso in due serate consecutive. In diretta dal Modigliani Forum di Livorno viene messo in scena un classico varietà vecchio stampo con gag, personaggi, monologhi, canzoni, ospiti e balletti.

## Edizioni
| Edizione | Messa in onda         | Puntate | Conduzione         | Presenze fisse   | Direzione d'orchestra | Regia             | Sede    | Location         |
| -------- | --------------------- | ------- | ------------------ | ---------------- | --------------------- | ----------------- | ------- | ---------------- |
| 1ª       | 22 e 23 dicembre 2015 | 2       | Giorgio Panariello | Tosca D'Aquino   | Maurizio Filardo      | Cristian Biondani | Livorno | Modigliani Forum |
| 2ª       | 21 e 22 dicembre 2017 | 2       | Giorgio Panariello | Diana Del Bufalo | Maurizio Filardo      | Stefano Vicario   | Livorno | Modigliani Forum |

### Prima edizione (2015)
| Puntata | Messa in onda    | Ospiti | Telespettatori | Share  |
| ------- | ---------------- | --- | -------------- | ------ |
| 1       | 22 dicembre 2015 | Carlo Conti, Maria De Filippi, Plácido Domingo, Oriella Dorella, Emma, Il Volo, Negramaro, Leonardo Pieraccioni           | 5 811 000      | 27,46% |
| 2       | 23 dicembre 2015 | Massimiliano Allegri, Alessandra Amoroso, Biagio Antonacci, Alessandro Borghese, Matt Dillon, Claudia Gerini, Paolo Rossi | 5 125 000      | 25,12% |
| Media   | Media            | Media | 5 468 000      | 26,29% |

### Seconda edizione (2017)
| Puntata | Messa in onda    | Ospiti | Telespettatori | Share  |
| ------- | ---------------- | --- | -------------- | ------ |
| 1       | 21 dicembre 2017 | Giorgia, Gianni Morandi, Fiorella Mannoia, Zucchero Fornaciari, Vanessa Incontrada, Antonio Albanese, Paola Cortellesi                                                                                   | 4 322 000      | 21,43% |
| 2       | 22 dicembre 2017 | Biagio Antonacci, Benji & Fede, Cristina D'Avena, Gianna Nannini, Max Pezzali, Nek, Francesco Renga, Luisa Ranieri, Andrea Pirlo, Carlo Conti, Leonardo Pieraccioni, Roberto Giacobbo, Giovanni Esposito | 4 563 000      | 23,66% |
| Media   | Media            | Media | 4 442 000      | 22,54% |